# Winnie van Weerdenburg
Winnie van Weerdenburg (Países Bajos, 1 de octubre de 1946-27 de octubre de 1998) fue una nadadora neerlandesa especializada en pruebas de estilo libre, donde consiguió ser medallista de bronce olímpica en 1964 en los 4 x 100 metros.

## Carrera deportiva
En los Juegos Olímpicos de Tokio 1964 ganó la medalla de bronce en los relevos de 4 x 100 metros estilo libre, con un tiempo 4:39.2 segundos, tras Estados Unidos (oro) y Australia (plata); sus compañeras de equipo fueron las nadadoras: Pauline van der Wildt, Toos Beumer y Erica Terpstra.